# (7286) 1990 QZ4
A (7286) 1990 QZ4 a Naprendszer kisbolygóövében található aszteroida. Holt, H. E. fedezte fel 1990. augusztus 24-én.